# السفارة السعودية في إيطاليا
سفارة المملكة العربية السعودية في إيطاليا، هي بعثة دبلوماسية سعودية تقع في العاصمة الإيطالية روما ويترأس البعثة سفير خادم الحرمين الشريفين الأمير فيصل بن سطام بن عبد العزيز.

## وصلات خارجية
- موقع سفارة المملكة العربية السعودية السعودية في إيطاليا
- (بالعربية) وزارة الخارجية السعودية
- (بالإنجليزية) Ministry of Foreign Affairs of Kingdom of Saudi Arabia